# Никола Манев
Никола Манев е български художник, който живееше и твореше в Париж, Франция.

## Биография
Роден е в Пазарджик, отрасъл в Чирпан, завършва художествената гимназия в София, а през 1962 г. е приет във френската Академия по изящни изкуства, където завършва „живопис“ в класа на проф. Морис Брианшон. Тогава се установява в Париж, в ателие в Ил Сен Луи, но през целия си живот обикаля света и трупа впечатления за своите платна.
Манев има зад гърба си над 137 самостоятелни изложби в цял свят и множество групови изложби и биеналета. Над 3000 негови творби са притежание на държавни и частни колекции и музеи в над 30 страни по света.
От самото начало на кариерата си Манев изследва в картините си мистичното и приказното. В творчеството му се преплитат много теми (странните земни образувания на българската природа, пустинята на Алжир и Тунис, мексикански мотиви), но към една от които той се връща особено често – романтичните гледки на парижките покриви и комини.
През април 2000 г. Никола Манев купува старинна възрожденска къща в Чирпан, възстановява я и я завещава на града. Тя дели общ двор с къщата музей „Пейо Яворов“. Заедно с къщата Никола Манев дарява 40 свои картини от различните периоди на творческия си път.
През 2008 г. Никола Манев става академик на Българската академия за наука и изкуство.
На 27 септември 2013 г. в Художествена галерия „Жорж Папазов“ в Ямбол са изложени картини на Никола Манев, между тях и 30 картини, рисувани в Париж. Сред постоянните теми в творчеството на художника са „Небесни магистрали“ и „Парижки комини“, застъпени и в актуалната експозиция

На 20 ноември 2017 г. излиза книгата „Животописни истории. Биография на Никола Манев“ от Елена Кръстева, в която художникът разказва живота си.
Умира на 25 август 2018 г. в Париж. Кремиран е в гробището „Пер Лашез“.  Урната с праха му е положена на 9 септември 2018 г. в Чирпан. През 2021 г. Общинският съвет на Пазарджик решава да издигне паметник на Манев в централната част на града, изработен от скулптора проф. Георги Чапкънов.